# Melchior Broederlam

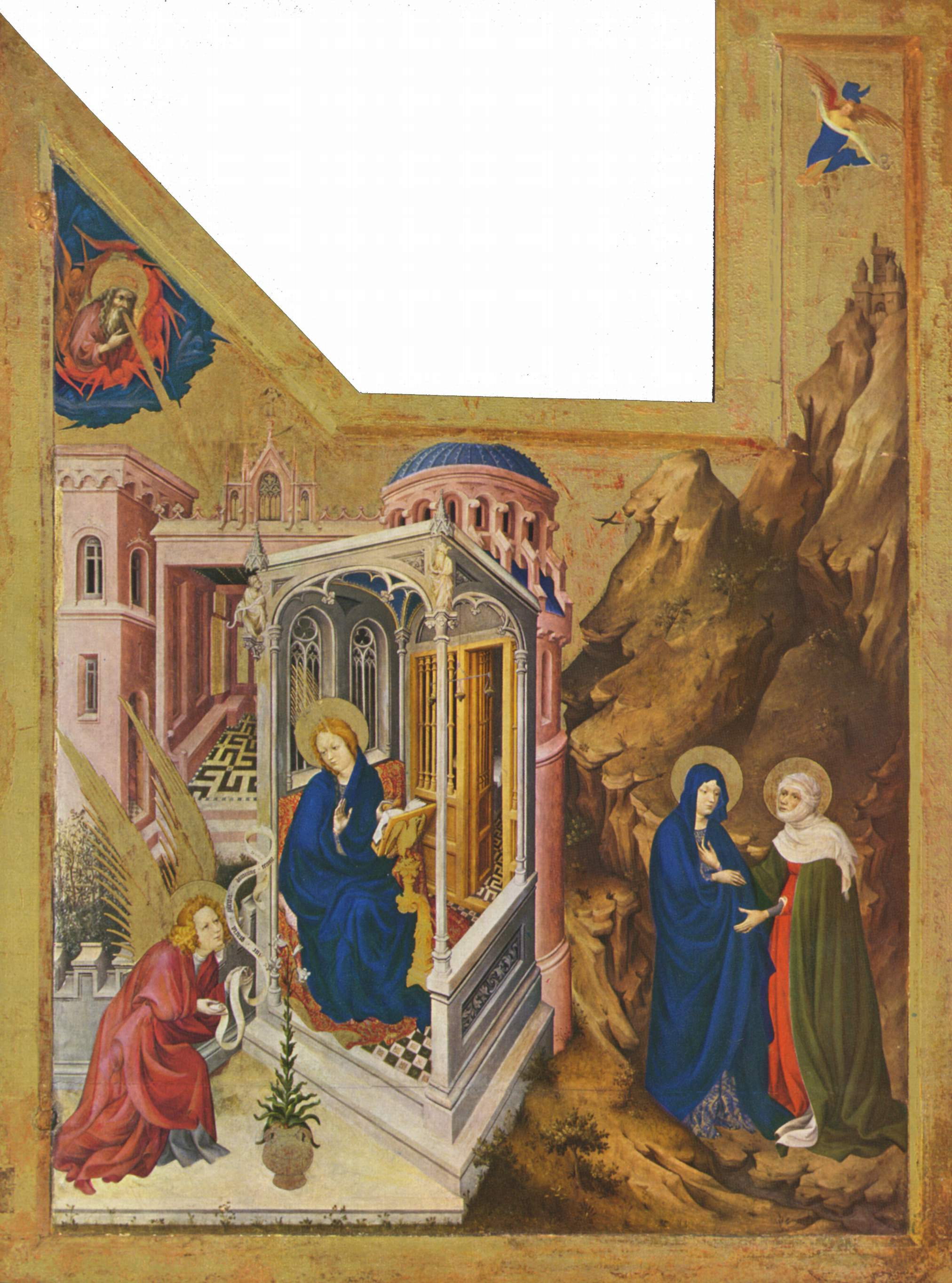
L'Anunciació i la Visitació. Panell esquerre. (Museu de Belles Arts de Dijon)

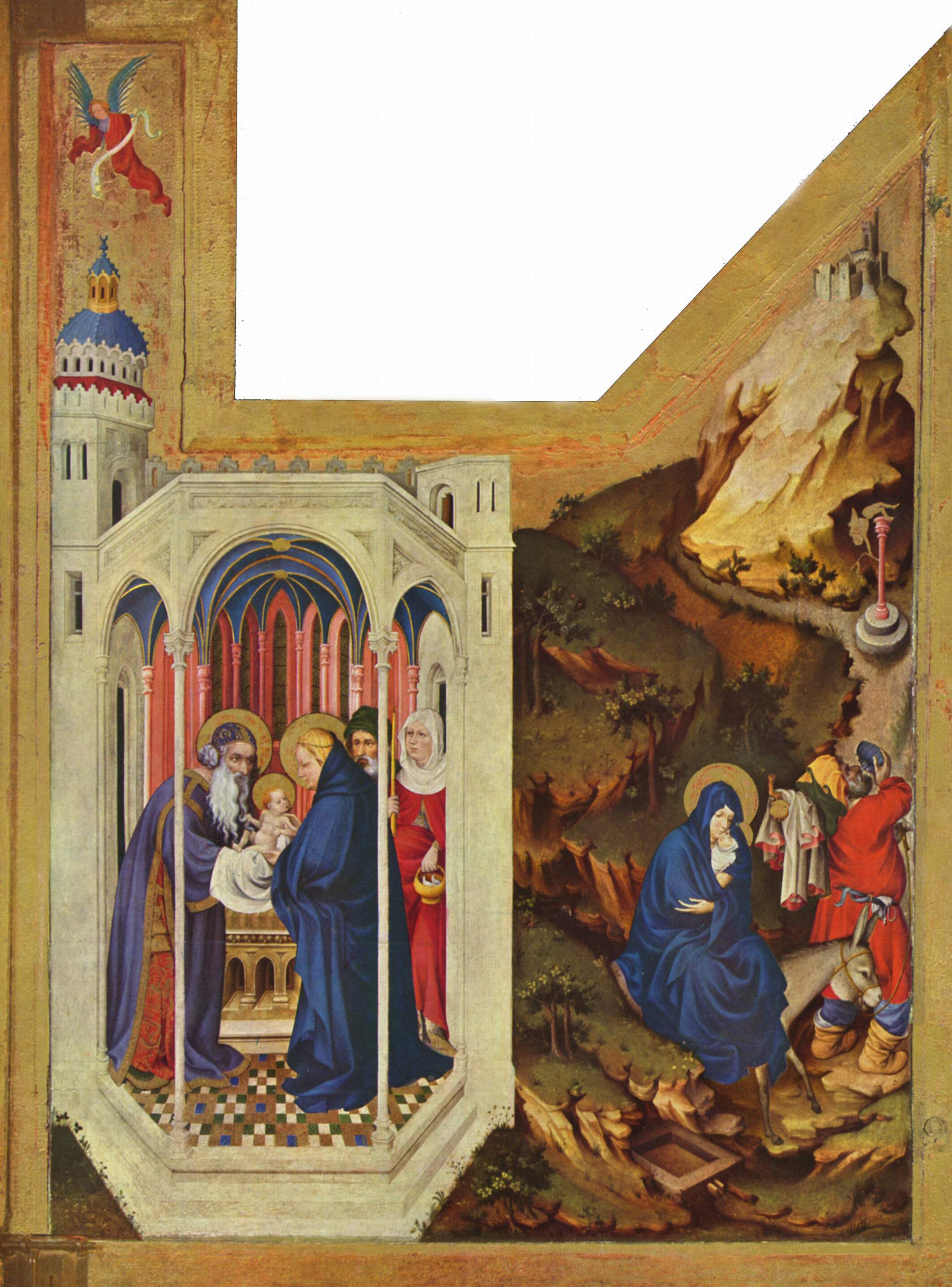
Presentació de Jesús i Fugida a Egipte. Panell dret. 167 x 125 cm, marc inclòs.

Melchior Broederlam (Ypres, c. 1350 - Ypres?, després de 1409) era un dels primers treballs que sobreviuen. Va treballar principalment per a Felip III de Borgonya, i està documentat des de 1381 a 1409. Encara que se li pot atribuir de manera segura només un parell de taules, és innegable la seva contribució a la pintura occidental.

## Vida
Els començaments de la seva carrera incloïa una llarga estada a Itàlia, on adoptava un sentit de l'espai i ús de models influït per la pintura del Trecento. Des de 1381 va ser pintor de cort amb Lluís II de Flandes, duc de Bravant, i des de la mort d'aquest el 1384, va treballar per al seu gendre i successor, Felip II de Borgonya, encara que romania bàsicament a Ypres, va fer molts treballs, principalment decoratius, a l'ara desaparegut castell d'Hesdin, que era ple de mecanismes mecànics elaborats, del que podríem avui anomenar una espai firal, que requeria ser pintat. Com molts artistes de cort, incloent-hi Jan van Eyck, eren també Valet de Chambre del duc (el 1387), i el 1391 era promogut com a pintor de cort.
Va continuar treballant per al successor de Felip Joan I Sense Por, però la darrera aparició als comptes ducals el 1409.

## Panells de Dijon
Probablement les seves úniques pintures que sobreviuen (a banda de les talles pintades) són els dos exteriors de les ales d'un retaule tallat ben documentat de Jacques de Baerze encarregat per Felip per a la cartoixa de Champmol prop de Dijon, que Broederlam va completar, daurar i pintar els baixos relleus, el 1399. Actualment es troben al Museu de Belles Arts de Dijon, així com un altre retaule del mateix encàrrec, del que va daurar i pintar les figures; aparentment també hauria pintat els panells exteriors, si bé estan perduts. La guilda governava habitualment ordenant que les escultures i pintures foren realitzades per membres de gremis diferents.
L'ús de la pintura a l'oli que va fer Broederlam va tenir un fort impacte en els pintors de la generació següent, incloent-hi Robert Campin i Jan van Eyck. Els dos plafons inclouen dues escenes, amb un gran paisatge, i vistes d'uns pavellons i edificis d'estil amb influència d'Itàlia. Encara que la perspectiva encara no estava plenament desenvolupada, el llum i l'ombra s'utilitzen per crear un sentit de profunditat d'una manera molt avançada, i la descripció realista de Sant Josep seria característica de la pintura flamenca. Encara que els cels estan pintats en or als plafons de Dijon, un falcó en vol en un d'ells mostra que estaven pensats com un espai real. Els edificis a l'Anunciació combinen espais romànics i gòtics, probablement pretenent contrastar l'antic i nou testament, en una metàfora visual que s'havia de tornar característica de la pintura Eyckian. Els panells contenen molta de la pintura del gòtic internacional contemporani però també "anuncien un món nou de naturalism i simbolisme incipient que es refinaria més als treballs dels seus successors."

## Altres treballs possibles
Alguns altres treballs s'han atribuït a ell o el seu taller, però sense ser estar generalment acceptats.

En particular sis escenes (dos plafons pintats pels dos costats) d'un retaule de Champmol, ara igualment dividit entre Anvers i Baltimore, li ha estat sovint atribuït, encara que els detalls iconogràfics i estilístics suggereixen un origen de Mosan.